# Fossorochromis rostratus
Genre
Espèce
Statut de conservation UICN

 LC  : Préoccupation mineure
Fossorochromis rostratus est une espèce de poissons de la famille des Cichlidae, de l'ordre des Cichliformes, unique représentant du genre Fossorochromis. Il est endémique des lacs Malawi, Malombe et de la rivière Shire (Afrique de l'Est).

## Description
La taille mentionnée comme maximale sur FishBase est de 24,4 cm alors que certains sites aquariophiles font état d'une taille maximale de 40 cm pour le mâle et 30 cm pour la femelle. Le corps présente trois rangées de taches sombres sur un fond bleu argenté.

## Reproduction
Fossorochromis rostratus est un incubateur buccal. La femelle garde ses œufs et les larves dans sa bouche jusqu'à ce que les alevins peuvent se débrouiller seuls.

## Au zoo
- L'Aquarium du palais de la Porte Dorée détient un trio ou quatuor de Fossorochromis rostratus (vidéo[1]) présenter au public.(12/2014).

## Galerie

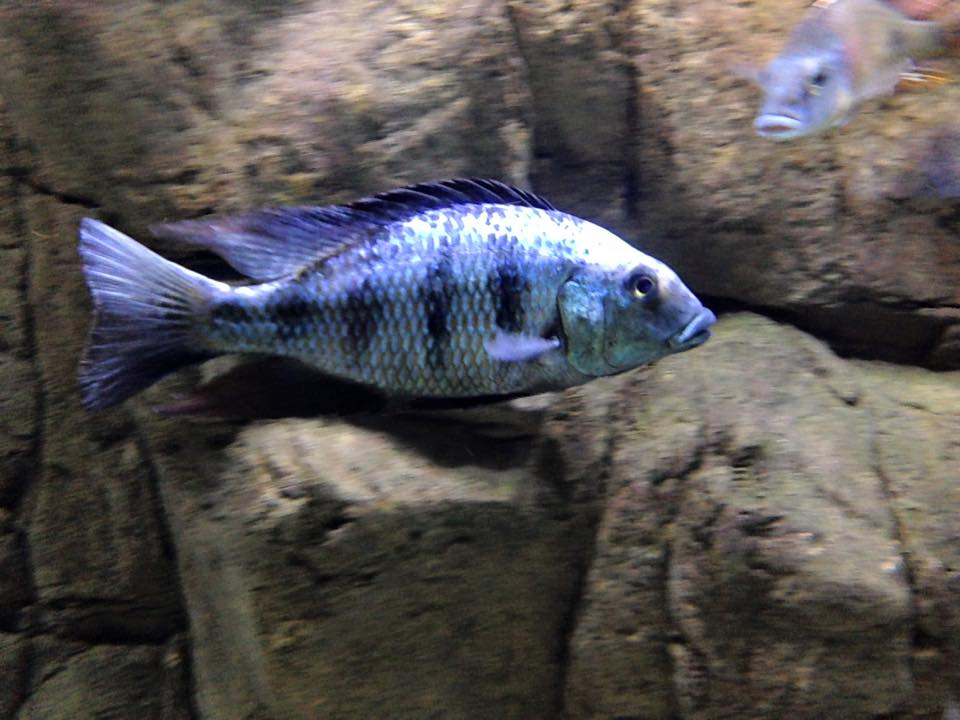
Spécimen en aquarium